# Эллария Сэнд
Эллария Сэнд (англ. Ellaria Sand) — персонаж из серии романов в жанре эпическое фэнтези американского писателя Джорджа Р. Р. Мартина «Песнь льда и огня» и её телевизионной адаптации «Игра престолов».
Эллария впервые появляется в «Буре мечей» (2000), и хотя она только упоминается в «Пире стервятников» (2005), она возвращается в «Танце с драконами» (2011). Она — любовница Оберина Мартелла и мать нескольких его внебрачных дочерей, Песчаных Змеек. После смерти своего возлюбленного на дуэли от рук сира Грегора Клигана она погружена в глубокий траур, хотя её последующая характеризация отличается в романах и телевизионной адаптации. В романах она просит мира, добиваясь прекращения цикла мести. Однако в телевизионной адаптации она изображена безжалостной и мстительной, готовой на всё, чтобы уничтожить Дом Ланнистеров, даже если это означает убийство собственной семьи Оберина в процессе.
В телевизионной адаптации от HBO роль персонажа исполняет Индира Варма.

## Описание персонажа
Эллария Сэнд — незаконнорожденная дочь Хармена Уллера, главы Дома Уллеров и лорда Пекла в Дорне. Взгляды и обычаи Дорна по отношению к детям, рождённым вне брака, отличаются от взглядов остального Вестероса, где бастарды часто подвергаются дискриминации. Она — любовница Оберина Мартелла, поскольку даже в Дорне принц не может жениться на бастарде. Она — мать четырёх младших Песчаных Змеек (внебрачных дочерей Оберина). Как и Оберин, она — бисексуалка.
В романах Эллария Сэнд в основном является второстепенным персонажем. Она не является повествующим персонажем - её действия наблюдаются и интерпретируются глазами других людей, таких как Тирион Ланнистер, Арианна Мартелл и Арео Хотах.

## Сюжетные линии

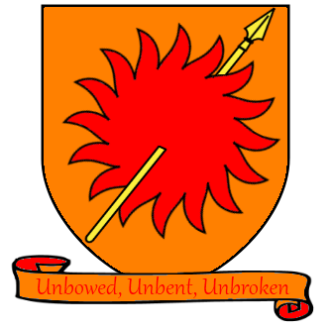
Герб Дома Мартеллов

### «Буря мечей»
Эллария приезжает с Оберином в Королевскую гавань в рамках усилий Тириона Ланнистера вернуть их расположение к Железному Трону. Оберин, однако, явно хочет отомстить за гибель своей сестры, очевидно, произошедшей по приказу Тайвина Ланнистера во время восстания короля Роберта. Оберин хочет, чтобы Эллария сидела с ним на свадьбе Джоффри Баратеона, из-за чего происходят неприятности, когда Оленна Тирелл называет её «шлюхой змея». Позже, когда Тириона осуждают за отравление Джоффри Баратеона, Оберин выступает в качестве его защитника в поединке против сира Грегора Клигана, который изнасиловал и убил сестру Оберина, Элию Мартелл, во время разграбления Королевской Гавани. Оберин ранит Грегора отравленным копьём, но его самого убивает Грегор. После этого Эллария возвращается в Дорн.

### «Танец с драконами»
Грегор Клиган, по-видимому, умирает от яда, проведя несколько дней в агонии (Оберин обработал яд так, чтобы он действовал медленно). Его череп отправляется в Дорн, где его видит брат Оберина, Доран Мартелл, правящий принц Дорна. Несмотря на смерть Грегора и Тайвина, незаконнорожденные дочери Оберина хотят отомстить. Эллария выступает против мести, говоря, что все те, кому они хотят отомстить, мертвы, а Ланнистеры, на которых они сейчас нацелены, не принимали участия в смерти своих сородичей. Она напоминает им, что Оберин погиб, пытаясь отомстить за смерть своей сестры, и беспокоится, что они тоже умрут, если будут стремиться отомстить. Доран отправляет её обратно к её отцу, лорду Хармену Уллеру из Пекла, вместе с её младшей дочерью Лорезой Сэнд.

## Телеадаптация

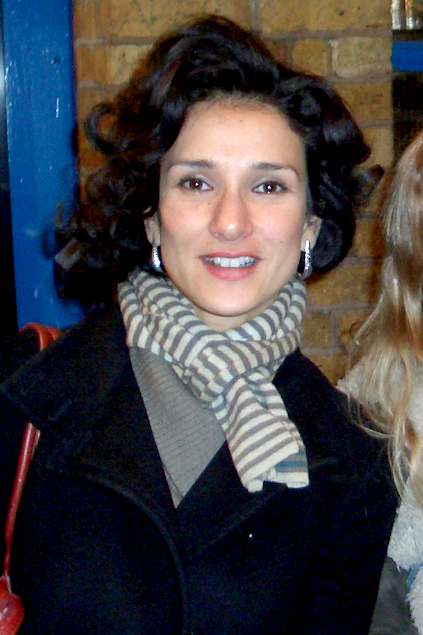
Роль Элларии Сэнд исполняет английская актриса Индира Варма.

В телевизионной экранизации серии книг роль Элларии Сэнд исполняет британская актриса Индира Варма. Она получила премию «Империя» в категории «Лучший герой» вместе с остальным актёрским составом в 2015 году. Она также была номинирована вместе с остальным актёрским составом на премию Гильдии киноактёров США за лучший актёрский состав в драматическом сериале в 2016 году.

### 4-й сезон
Сюжетная линия Элларии Сэнд в этом сезоне очень похожа на её сюжетную линию в «Буре мечей».

### 5-й сезон
Эллария пытается убедить Дорана Мартелла, принца Дорна, отомстить за смерть своего брата. Однако Доран отказывается, поскольку смерть Оберина наступила в результате испытания поединком, и, следовательно, по законам Вестероса, Грегор Клиган не убивал Оберина. Вскоре Эллария узнаёт, что Джейме Ланнистер плывёт в Дорн, планируя спасти свою дочь Мирцеллу, помолвленную с сыном Дорана, Тристаном. Когда Джейме прибывает в Водные Сады, Песчаные Змейки нападают на него и Бронна, но стычка заканчивается тем, что всех их арестовывает стража Мартелла. Доран и Джейме заключают сделку, Тристан женится на Мирцелле, но они вдвоём будут жить в Королевской Гавани, а Тристану будет предоставлено место в Малом Совете. Доран угрожает Элларии смертью, если она когда-нибудь ослушается его, и она притворяется, что она присягнула ему на верность. Она целует Мирцеллу на прощание у причала, где она тайно нанесла себе помаду, покрытую медленно действующим ядом, который убивает Мирцеллу на корабле, направляющемся в Королевскую Гавань.

### 6-й сезон
После того, как Доран Мартелл понимает, что Мирцелла убита, Эллария наносит удар ножом Дорану, в то время как в Королевской Гавани Обара и Нимерия, которые пробрались на корабль, направлявшийся в Королевскую Гавань, убивают Тристана. Это делает Элларию фактической правительницей Дорна. Некоторое время спустя Эллария встречает Оленну Тирелл, чей сын и внуки были убиты Серсеей, нынешней королевой Семи королевств. Затем Эллария рассказывает, что она вступила в союз с Дейенерис Таргариен, услышав, что Яра и Теон Грейджои сделали то же самое. Позже корабли Мартеллов и Тиреллов можно увидеть во флоте Дейенерис, направляющемся в Вестерос.

### 7-й сезон
Эллария и Песчаные Змейки прибывают на Драконий Камень, чтобы обсудить с Дейенерис завоевание Вестероса. Яра и Теон Грейджой возвращают Элларию и Песчаных Змеек в Дорн, чтобы они могли собрать свою армию. По пути на них нападает Эурон Грейджой и сжигает флот Яры. Он убивает Обару и Нимерию, захватывает Яру в плен и отвозит Элларию и Тиену Серсее в качестве подарка.
В подземельях Эллария и Тиена прикованы цепями к стенам и с кляпами во рту. Серсея вспоминает смерть Оберина Мартелла и объясняет, как сильно она любила Мирцеллу. Затем она целует Тиену, используя тот же яд, который Эллария использовала, чтобы убить Мирцеллу. Она говорит Элларии, что она будет наблюдать, как умирает Тиена, и после смерти Тиены ей сохранят жизнь, чтобы она могла наблюдать, как разлагается тело её дочери.